# Шереметьевка (Омская область)
Шереме́тьевка — деревня в Марьяновском районе Омской области России. Входит в состав Боголюбовского сельского поселения.

## История
Основана в 1912 году. В 1928 г. посёлок Шереметьевка состоял из 41 хозяйства, основное население — украинцы. В составе Нокинского сельсовета Борисовского района Омского округа Сибирского края.

## Население
| 2010 |
| ---- |
| 356  |